# 道の駅両神温泉薬師の湯
道の駅両神温泉薬師の湯（みちのえき りょうかみおんせんやくしのゆ）は、埼玉県秩父郡小鹿野町にある埼玉県道37号皆野両神荒川線の道の駅である。
1991年（平成3年）に埼玉県内初の日帰り温泉施設として開業した。大規模改修が行われ、2024年（令和6年）3月27日にリニューアルオープンした。

## 施設
- 駐車場
  - 普通車：130台
  - 大型車：5台
  - バイク駐車場
  - 身障者用：2台
- トイレ（いずれも24時間利用可能）
  - 男：大 2器、小 5器
  - 女：5器
  - 身障者用：1器
- 両神温泉「薬師の湯」（10時 - 20時）[1]
- そば屋
- 公園
- 特産物販売所

## 薬師の湯
両神温泉薬師の湯は旧両神村域における日帰り温泉施設であるが、露天風呂は設置されていないが大展望浴場に超音波やバイブラ施設が設置されている。

## 休館日
- 毎週火曜日
- 12月29日 - 1月1日

## アクセス
- 埼玉県道37号皆野両神荒川線

## 周辺
- 埼玉県道279号両神小鹿野線
- 埼玉県道367号薄小森線
- 小鹿野町役場両神庁舎
- 埼玉県山西省友好記念館
- 両神国民保養地
- 四阿屋山 (埼玉県秩父郡)
- 小鹿野町営バス「両神温泉 薬師の湯」バス停